# Cesare Bertea
Cesare Bertea (Pignerol, 28 juin 1823 - Pignerol, 13 janvier 1886) est un homme politique italien.

## Biographie
Il est député du royaume d'Italie durant les VIIIe, IXe, Xe et XIe législatures.